# Tmarus montericensis
Tmarus montericensis är en spindelart som beskrevs av Eugen von Keyserling 1880. Tmarus montericensis ingår i släktet Tmarus och familjen krabbspindlar.
Artens utbredningsområde är Peru. Inga underarter finns listade i Catalogue of Life.